# Гарчу Олег Дем'янович
Оле́г Дем'я́нович Гарчу (22 серпня 1966) — український військовик i правоохоронець. Начальник Управління бойової та спеціальної підготовки Головного управління Національної гвардії України, генерал-майор внутрішньої служби Міністерства внутрішніх справ України.

## Освіта
- Ленінградське вище військово-політичне училище (1987)
- Національна академія Державної прикордонної служби (1999)

## Службова кар'єра
- Станом на 2008–2011 — командир бригади спеціального призначення «Барс» Внутрішніх військ України, полковник [1][2];
- Станом на серпень 2011 року — начальник штабу Південного ТРК Внутрішніх військ, полковник ;
- Станом на листопад 2011 року — начальник Управління Державної пенітенціарної служби України в Автономній Республіці Крим та м. Севастополі, полковник внутрішньої служби;
- Станом на 2012 рік — генерал-майор внутрішньої служби[3];
- Станом на 2014 рік — начальник Управління з бойової підготовки Головного управління Національної гвардії України, генерал-майор.
- станом на травень 2020 року - начальник Київського територіального управління Національної гвардії України
- станом на листопад 2021 року - начальник Північного оперативно-територіального об'єднання Національної гвардії України

## Окупація Криму російськими військами (2014)
3 березня, у Сімферополі натовп вимагав у начальника управління пенітенціарної служби генерал-майора Гарчу скласти нову «кримську присягу» або написати рапорт про відставку; Гарчу відмовився підкорятися представникам «голови Ради міністрів» АРК Сергія Аксьонова.

## Участь у АТО
Замістив загиблого генерала Кульчицького на посту начальника Управління бойової та спеціальної підготовки Головного управління Національної гвардії України.

## Сімейний стан
Одружений, виховує двох дочок.

## Нагороди та відзнаки
Серед державних нагород і відомчих заохочувальних відзнак:
- 1990 рік — одержав відомчу відзнаку МВС України, медаль «За відзнаку в службі» II ступеня[8].
- 24 березня 2009 року — за вагомий особистий внесок у зміцнення законності та правопорядку, зразкове виконання військового і службового обов'язку щодо захисту конституційних прав і свобод громадян — нагороджений орденом Богдана Хмельницького III ступеня[9].
- 25 березня 2011 року — одержав відомчу відзнаку МВС України, «Хрест Слави»[10].